# Кортни Лав
Къртни Лав (на английски: Courtney Love) е американска певица и актриса.

## Биография
Родена е на 9 юли 1964 г. в Сан Франциско, Калифорния. Дъщеря е на Линда Карол и Ханк Харисън. Родителите ѝ се разделят скоро след раждането ѝ. Отгледана е от майка си, която се жени и развежда 3 пъти. Живее в Орегон, Нова Зеландия, Англия и Ирландия.
Започва музикалната си кариера като вокал на Faith No More. Играе в Sid and Nancy (1986) и Straight to Hell (1987). През 1989 г. тя и Eric Erlandson създават групата Hole. Дебютният албум на групата, Pretty on the Inside, излиза в началото на 1991 г.
На 24 февруари 1992 г. се омъжва за Кърт Кобейн. Шест месеца по-късно, на 18 август, се ражда дъщеря им Франсис Бийн Кобейн. На 8 април, два дни преди да излезе новият албум на Hole – Live Through This, Кобейн е открит мъртъв. След самоубийството на Кърт, Кортни и Hole тръгват на турне с новия си албум, който според Rolling Stone e албумът на годината. През 1998 г. Hole издават следващия си албум – Celebrity Skin, който също е много успешен.
През 2004 г. излиза първият ѝ солов албум – America's Sweetheart. През януари 2005 г. си връща родителските права над дъщеря си Франсис, които са ѝ отнети през 2003 г. заради злоупотреба с наркотици и алкохол. През юни 2005 г. започва работа над втория си солов албум, Nobody's Daughter. Nobody's Daughter излиза на 27 април 2010 в САЩ и на 26-и в останалата част от света.